# فرانكلين غروف (إلينوي)
فرانكلين غروف (بالإنجليزية: Franklin Grove)‏ هي منطقة سكنية تقع في الولايات المتحدة في إلينوي. يقدر عدد سكانها بـ 1,021 نسمة .

## الموقع الجغرافي
الموقع الجغرافي للمناطق المحيطة بهذه النقطة هو كالتالي: